# Cuts Like a Knife (sång)
Cuts Like a Knife är en sång skriven av Bryan Adams och Jim Vallance. Melodin spelades in av Bryan Adams, och singeln blev en hit 1984 och låg på flera listor i olika länder.